# Pieter Ghyssaert
Pieter Ghyssaert (Brugge, 5 januari 1899 - 15 augustus 1969) was een Belgisch priester, kanunnik, organisator, auteur, dichter en kanselredenaar.

## Levensloop
Een van de vier zoons van apotheker Eugeen Ghyssaert († Brugge, 14 april 1929) en van Clémentine Machiels (†Sijsele, 7 november 1941) was hij al vroeg een nogal zwaarmoedige, ingekeerde jongeling. Na lagere school aan het Sint-Leocollege, doorliep hij de humaniora aan het Sint-Lodewijkscollege. Hij behoorde tot retorica 1916, die een twintigtal leerlingen telde, onder wie de latere historici Egied Strubbe en Jos De Smet, apotheker Paul Van de Vyvere, journalist Herman Bossier en radioloog-arts René Van Hoonacker. Tijdens zijn humaniora was hij voorzitter van de studentenbond en leider van het geheime genootschap Gilde Noodvier. Dit beïnvloedde hem in een Vlaamsgezinde richting. Na de Eerste Wereldoorlog was hij sympathisant van de activisten August Borms, Wies Moens, Lodewijk Dosfel, Herman Van den Reeck, Maurits Geerardyn, enz.
In september 1916 trad hij in het Brugse seminarie in. Hij werd hierin gevolgd door zijn broer Jan (1903-1978), terwijl zijn broer Jozef (†1962) missionaris van Scheut werd en zijn zus in 1938 als Zuster 'Pierre-Marie' ingekleed werd in de Congregatie van Sint Andreas. Hij werd geplaagd door een vorm van tbc die zijn beenderen aantastte en hem het stappen voor de rest van zijn leven zou bemoeilijken. Er werd getwijfeld aan zijn mogelijkheid om het priesterambt behoorlijk uit te oefenen. In 1921 trok hij voor het eerst op bedevaart naar Lourdes, om voor genezing te bidden. Hij zou nadien nog meer dan vijftig keren naar Lourdes reizen, als aalmoezenier bij ziekenbedevaarten. Hij zette zijn studies door en na beëindiging werd hij in september 1923 leraar aan het college van Veurne. Met twee jaar vertraging, werd hij op 22 december 1923 tot priester gewijd.
In augustus 1925 eindigde hij het leraarschap in Veurne en werd hij benoemd tot leraar godsdienst aan het koninklijk atheneum in Brugge. Ghyssaert beschreef de moeite die hij had om gezag bij de leerlingen te verwerven. Zich de 'Gilde Noodvier' herinnerend, stichtte hij 'geheime' groepjes van de Eucharistische Kruistochtbeweging. Hij had hiermee heel wat succes en oefende aanzienlijke invloed uit op een aantal leerlingen. Sommigen werden aangetrokken door de geestelijke stand, onder hen Marcel Brauns en André Van Steene, die jezuïet werden. In 1932 stichtte hij een Vlaamse Club, met een achttal katholieke leraars van het atheneum.
In februari 1927 hield hij in de Brugse Sint-Annakerk een reeks 'liefdadigheidssermoenen' met als doel geld op te halen voor het Elisabethsanatorium in Sijsele, gesticht door zijn vriend Désiré Monthaye (1862-1945) en zijn echtgenote Michaëlla Pia Grossé (1864-1952), in herinnering aan hun aan tbc overleden enige zoon Louis Monthaye (1892-1921). Hij zou voortaan gedurende de rest van zijn leven een gevierde kanselredenaar zijn, die overtalrijke sermoenen hield in alle hoeken en uithoeken van het bisdom Brugge en daarbuiten, om geld op te halen ten gunste van het sanatorium en van uiteenlopende instellingen, verenigingen of activiteiten.
In april 1927 werd hij benoemd tot hoofdredacteur van het Brugse katholiek weekblad Het Belfort. Deze bijkomende activiteit was er aanleiding toe dat hij ontslag nam als hulpconservator van het Gezellemuseum en als penningmeester van de anti-alcoholische vereniging Sobrietas. Hij aanvaardde echter spoedig weer andere activiteiten: zondagdienst, eerst in Ramskapelle, vervolgens in de kerk van de Sint-Jozefswijk bij Brugge, redactie van het tijdschrift Hernieuwen (tot in 1931), medewerking aan het tijdschrift  Geloofsonderricht, vijf uren per week les Latijn in het Sint-Andreasinstituut en biecht horen in verschillende Brugse kerken.
Na tien jaar leraarschap werd Ghyssaert in 1933 benoemd tot aalmoezenier in het hem welbekende Sanatorium Elisabeth in Sijsele. Het werd een niet minder actief bestaan, waarbij hij dagelijks bezoek bracht aan alle patiënten en meer dan 300 onder hen op de dood voorbereidde of hen op het stervensuur bijstond. De ziekenreizen naar Lourdes bleven talrijk.
In april 1938 benoemde de bisschop hem tot algemene-hulpproost van de Katholieke Actie en proost van het nieuw opgerichte Vrouwenverbond voor Katholieke Actie, binnen de Katholieke Actiecentrale in Roeselare. Hij kreeg tevens een opdracht binnen het in oprichting zijnde Wit-Gele Kruis. Tijdens de meidagen 1940 bleef hij de  K.A. Centrale leiden, terwijl de andere verantwoordelijke priesters, Karel Dubois en A. Vervenne naar Frankrijk waren uitgeweken.
In 1941 keerde de uitgeputte Ghyssaert naar het sanatorium van Sijsele terug, en bleef proost van het Vrouwenverbond voor Katholieke Actie. Hij vond A. Ampe, een pater van Scheut, bereid om hem als hulpaalmoezenier bij te staan.
Op 7 november 1942 wilde Ghyssaert een belangrijke wending aan zijn leven geven, door in te treden als novice bij het trappistenklooster van Westmalle. Hij was echter fysiek niet opgewassen tegen de zwaarte van het trappistenleven en op 5 december verliet hij de abdij en de idee om monnik te worden. Tot zijn ontgoocheling kon hij niet naar het sanatorium in Sijsele terugkeren, waar ondertussen een opvolger was benoemd.
Op 11 februari 1943 begon Ghyssaert aan een nieuwe fase, door zijn benoeming tot geestelijk directeur van de Broeders Xaverianen, dit wil zeggen van een religieuze congregatie en van een grote lagere en middelbare school. Hij voelde zich in deze nieuwe omgeving tamelijk nutteloos en liet zich verleiden tot activiteiten in de richting van bijeenkomsten met gezinnen en van voordrachten voor het Davidsfonds.
Terwijl hij onder de oorlog aan werkweigeraars onderdak verleende, verstopte hij na de Bevrijding van Brugge op 12 september 1944 verschillende collaborateurs op een zolderkamer, onder wie de oorlogsschepen Samuel De Vriendt. In de volgende maanden en jaren was hij steun en toeverlaat voor families van wie een of meer leden op beschuldiging van collaboratie waren opgepakt en in het kamp van Sint-Kruis opgesloten.
Begin 1945 stak Ghyssaert van wal met bijeenkomsten van wat zou uitgroeien tot een netwerk van kringen voor huwelijks- en gezinsspiritualiteit. Dit zou de dominante activiteit worden tijdens de laatste twintig jaar van zijn leven. Hij werd ook tot proost benoemd van de apothekersvereniging Cosmas en Damianus. Hij werd tevens diocesaan proost van het Wit-Gele Kruis en gaf lessen in de Brugse Verpleegstersschool. Hij bleef talrijke sermoenen houden, zowat overal in het Vlaamse land, en talrijke ziekenbedevaarten naar Lourdes begeleiden. In september 1950 verliet hij de broeders Xaverianen en werd godsdienstleraar in de rijksnormaalschool in Brugge. Kort daarop werd hij voor de derde maal tot aalmoezenier benoemd in het sanatorium van Sijsele.
De nieuwe bisschop van Brugge Emiel Jozef De Smedt bleek heel wat meer sympathie te hebben voor Ghyssaert en zijn activiteiten dan zijn voorganger. Hij liet hem weten dat hij zijn grote invloed op vele mensen in Brugge zeer op prijs stelde en hem hierin verder wilde ondersteunen. In 1957 benoemde hij hem tot erekanunnik. Hij steunde hem vooral in de uitbouw van de kringen voor gezinsspiritualiteit en voor het oprichten van kernen van weduwen en alleenstaande vrouwen, waarvoor hij hem tot in 1955 alle tijd gaf. In 1955 benoemde hij hem ook tot rector van de zustercongregatie van Spermalie. Vanaf 1961 woonde hij in het rusthuis Regina Coeli in Sint-Andries. Het belette niet dat hij van 1965 tot 1967 geestelijk directeur was van de Dienstmaagden van de Zaligmaker in de Annuntiatenstraat en van 1968 tot aan zijn dood rector was van het Engels Klooster in de Carmersstraat.
Ghyssaert werd een soort orakel en werd door overtalrijke mensen opgezocht om raad te vragen of een oplossing te vinden voor allerhande persoonlijke problemen.
In zijn autobiografie ontdekte men, na zijn dood, dat de man die voor velen een steeds beschikbare raadgever was geweest, zelf een leven lang zwaarmoedig en depressief was en zowel psychisch als fysisch een zware lijdensweg doorliep.

## Autobiografie
- Een Godsdompelaar, Tielt, Lannoo, 1969, is het autobiografisch levensverhaal (dagboek) van priester Ghyssaert. Toen geen enkele uitgever belangstelling had voor zijn manuscript, gaf hij het op eigen kosten uit, weliswaar op de naam van een bekende uitgever.

Hij liet de eindredactie over aan zijn neef, stadsbibliothecaris Jozef Ghyssaert. Het lijkt er op dat deze nogal wat schrapte in de uitgebreide tekst, die dan toch nog 696 gedrukte bladzijden bedroeg. Vooral sommige zaken die al te persoonlijk leken, werden door Jozef Ghyssaert verwijderd. Het originele manuscript is waarschijnlijk verloren.
De recensent Jozef Geldhof besloot dat het om een verhaal ging van wat normaal in tien mensenlevens gerealiseerd werd en voegde eraan toe is te bewonderen, maar niet na te volgen.

## Publicaties
Ghyssaert schreef honderden artikels die in talrijke kranten en tijdschriften werden gepubliceerd. De lijst ervan werd nooit opgemaakt.
Hij publiceerde tachtig boeken en brochures, voor de helft in eigen beheer, ook al kregen ze telkens de handtekening van een uitgever. Enkele van zijn boeken kenden ruime verspreiding in religieuze middens. Hij drukte zijn werk bij talrijke uitgevers: uitgeverij Hernieuwen - uitgeverij Vlaanderens Bedevaarten - Goede Pers Averbode - Zonnewende Kortrijk - uitgeverij Lescrauwaet Brugge - uitgeverij Vonksteen Langemark - drukkerij Vercruysse Sint-Andries - uitgeverij Beyaert Brugge (29 uitgaven) - uitgeverij Lannoo Tielt (16 uitgaven).
- Maddy, Averbode, Goede Pers, 1936.
- Komt, laten we luisteren naar den gekruiste, Brugge, Beyaert, 1937.
- Wees gegroet, Koningin, Moeder der Barmhartigheid, Brugge, Beyaert, 1937.
- Hart van Jezus, leer ons geloven aan uw Liefde, Beyaert, Brugge, 1937.
- Een heilige van het Sana: Laura Staelens, Beyaert, Brugge, Beyaert, 1941.
- Ik overweeg Christus' mystiek lichaam, 2 delen, Brugge, Beyaert, 1944
- Ik overweeg Christus' genadebronnen, Brugge, Beyaert, 1944.
- Ik ben geroepen, Brugge, Beyaert, 1945.
- Jezus Christus tegemoet, 2 delen, Brugge, Beyaert, 1949
- Reeks 'Geloofsonderricht', Brugge, diocesane uitgeverij Geloofsonderricht (1927-1938).
  - Bloedig Mexico, 1928.
  - Anti-katholieke oorsprong van het Bolchevisme, 1930.
  - Waarom ik de theosofie heb verlaten, 1930.
  - Stem der bisschoppen in 1933, 1933.
  - Modern ongeloof I, 1933.
  - Modern ongeloof II, 1936.
  - De christene godsverbondenheid, 1937.
  - De beleving der christene godsverbondenheid, 1937.
  - De goddelijke aanwezigheid, 1939.
  - Het Lourdesmirakel, 1939.
  - De goddelijke aanwezigheid, 1939.
  - De godsdienst van de mensheid en het christendom, 1940
- Zielenreeks, Brugge, Beyaert.
  - Een Moeder, gedichten, 1945
  - Een zonnige lijderes, 1945
- Reeks Gezinsspiritualiteit, Brugge, Beyaert, vanaf 1956 Tielt, Lannoo
  - Sterker dan de dood, 1946.
  - Blijde verwachting, 1946.
  - Heiliging van vader en moeder, 1947.
  - Gezinskringen, 1956.
  - Inzicht in de werking van gezinskringen en gezinsgroepen, 1957.
  - Gezinsrepertorium, 1958.
  - Lekenspiritualiteit, 1958.
  - Dit heeft de Liefde ons aangedaan, 1959.
  - Gezinskringen en gezinsgroepen, 1961.
  - Kinderlijk getuigenis nopens Gods mildheid, 1961.
  - De H. Misbeleving door het kristelijk gezin, 1962.
  - Gezinsrepertorium II, 1962.
  - Onze Vader in het gezin, 1962.
- Reeks Weduwenkringen, Tielt, Lannoo.
  - Weduwenkringen, 1961.
  - Weduwenspiritualiteit, 1961.
  - Bij de Heer Jezus, 1962.
  - Weduwengetuigenissen, 1962.

Ghyssaert publiceerde ook twaalf boeken in het Frans.